# Navas de Jorquera
Navas de Jorquera (anteriormente hasta 1857 Navas de Jorguera) es un municipio español situado al sureste de la península ibérica, en la provincia de Albacete, dentro de la comunidad autónoma de Castilla-La Mancha. Se encuentra a 35 km de la capital provincial. Su población ascendía a 521 habitantes, según los datos oficiales del INE a 1 de enero de 2020.

## Símbolos
Escudo
Este municipio careció de escudo heráldico hasta que el Instituto de Estudios Albacetenses «Don Juan Manuel» propuso uno acorde con las características históricas y tradicionales de la localidad. En fecha 27 de octubre de 1990 se reunió el pleno municipal y se acordó que se hiciese una pequeña modificación al escudo propuesto que es el que consta como oficial en esta página, (esta modificación consistía en cambiar uno de los dos haces de trigo que portaba el escudo original en su parte inferior con fondo azul por un racimo de uva, elemento muy característico de la zona en la actualidad). La modificación no pudo llevarse a cabo, permaneciendo como escudo oficial el que se muestra en la imagen de la izquierda. El significado de cada uno de los emblemas del escudo es el siguiente:
Encima del escudo una corona real, indicando que el municipio se independizó y consiguió ser municipio autónomo.
En la parte superior del escudo, en el lado izquierdo una torre de oro mazonada de sable con fondo verde sínople y en el lado derecho con fondo dorado un águila de sable. Estos dos elementos se explican porque ambos son los cuarteles del escudo de Jorquera, "Estado" al que pertenecía este pueblo en la antigüedad.
En la parte inferior, con fondo azul, aparecen un haz de trigo y un racimo de uva, elementos característicos de la historia de la localidad por su tradición agrícola.
El escudo heráldico que representa al municipio fue aprobado el 28 de abril de 2005 con el siguiente blasón:

«Escudo español. Medio partido y cortado: Uno, de sinople una torre de oro mazonada de sable; dos, de oro, un águila de sable; tres, de azur una gavilla de trigo y un racimo de uvas, ambos de oro, colocados a la diestra y siniestra respectivamente. Al timbre corona real española cerrada.»
Diario Oficial de Castilla-La Mancha nº 94 de 11 de mayo de 2005

## Geografía
La localidad está situada a una altitud de 708 m s. n. m.
| Noroeste: Villagarcía del Llano | Norte: Ledaña | Noreste: Cenizate |
| Oeste: Villagarcía del Llano    |               | Este: Cenizate    |
| Suroeste: Madrigueras           | Sur: Mahora   | Sureste: Mahora   |

## Historia

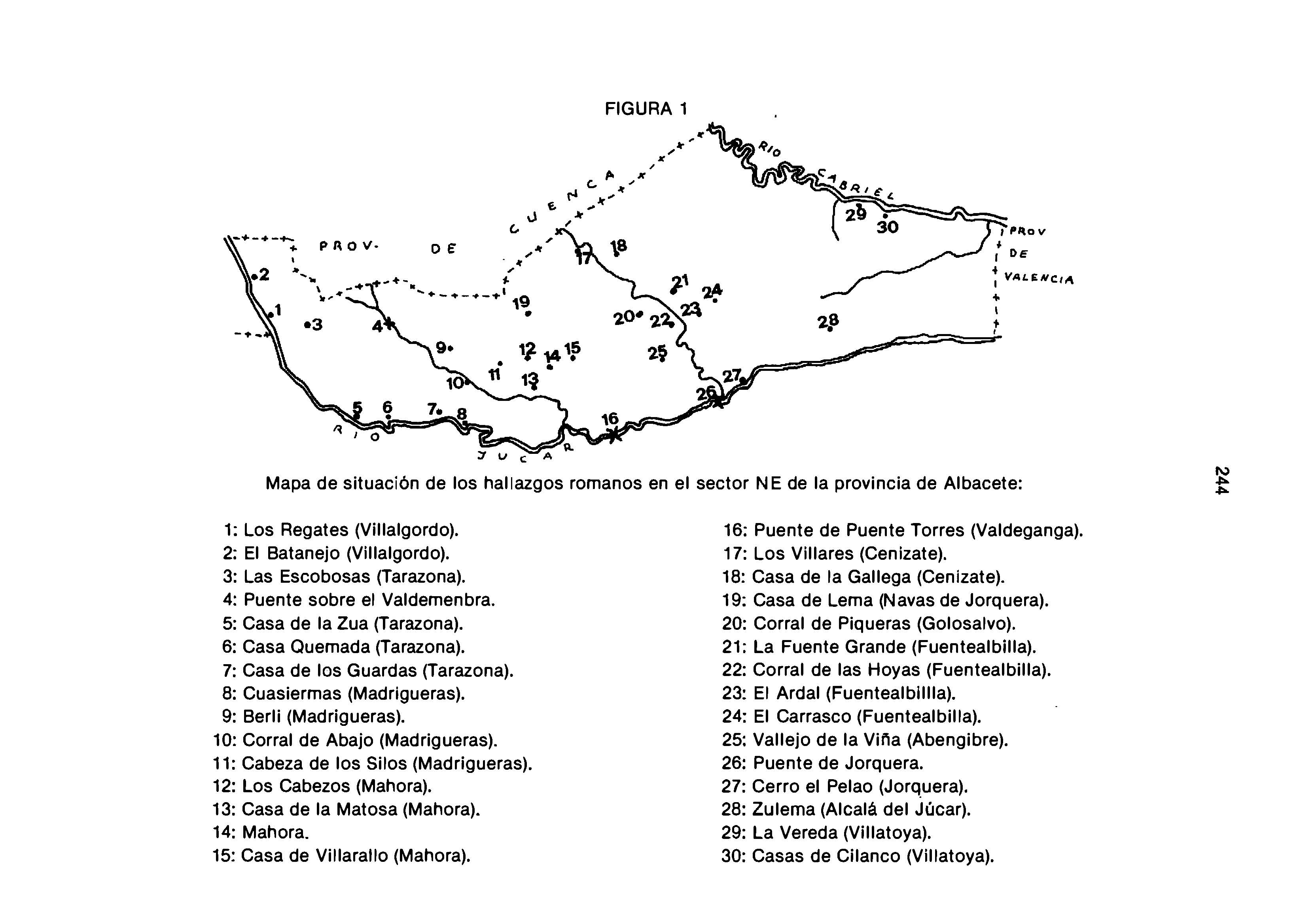
Yacimientos romanos en La Manchuela de Albacete.

Procedente del siglo I después de Cristo conocemos, a través de las gentes del lugar, la existencia de un camino que llaman «carril cruzado», hoy en día en desuso, que viene de la provincia de Cuenca por Villamalea, entrando en la provincia de Albacete por Cenizate, Navas de Jorquera y Mahora para, desde aquí, cruzar el río por Valdeganga en Puente Torres. Este carril no atraviesa ninguna de las poblaciones actuales y cercanos a él se encuentran una serie de yacimientos de los que, sin duda, en época romana constituiría la vía de comunicación con la Vía Heraclea, ya que su trazado coincide con el de la citada vía. Es el caso de los yacimientos de cerro de las Cabezas, Villares de la Matosa y Corral de Villaralto.
Sobre su origen e historia se encuentran datos correspondientes a los siglos XII y XIII. Cuando Alfonso VIII conquistó Alarcón en el año 1184 también le pertenecieron las tierras albacetenses situadas al norte del río Júcar, las cuales fue progresivamente conquistando hasta que lo hizo con Jorquera y Alcalá del Júcar en 1211.
Más tarde, Alfonso X el Sabio concedió diferentes castillos y tierras a sus caballeros, entregando, entre otros, todo el «Estado de Jorquera» (al que pertenecía Las Navas) a don Pedro Núñez de Guzmán. 
Durante los siglos XIV y XV, estos terrenos eran parte del marquesado de Villena, un territorio que los Reyes Católicos anexionaron a la Corona de Castilla, dentro del Reino de Murcia, cuando derrotaron a don Diego López Pachecho, titular del marquesado a finales del siglo XV.
El 31 de agosto de 1663 se recibió la certificación del rey Felipe IV concediendo la petición de «villazgo» a Las Navas, nombre con el que se conocía esta localidad en aquella época. En 1833, cuando se creó la provincia de Albacete, todas las aldeas del «Estado de Jorquera» adquirieron definitivamente su independencia. Se constituyó entonces el municipio de Navas de Jorquera, formando parte del partido judicial de Casas-Ibáñez.

## Geografía humana

### Demografía
Cuenta con una población de 533 habitantes (INE 2024).

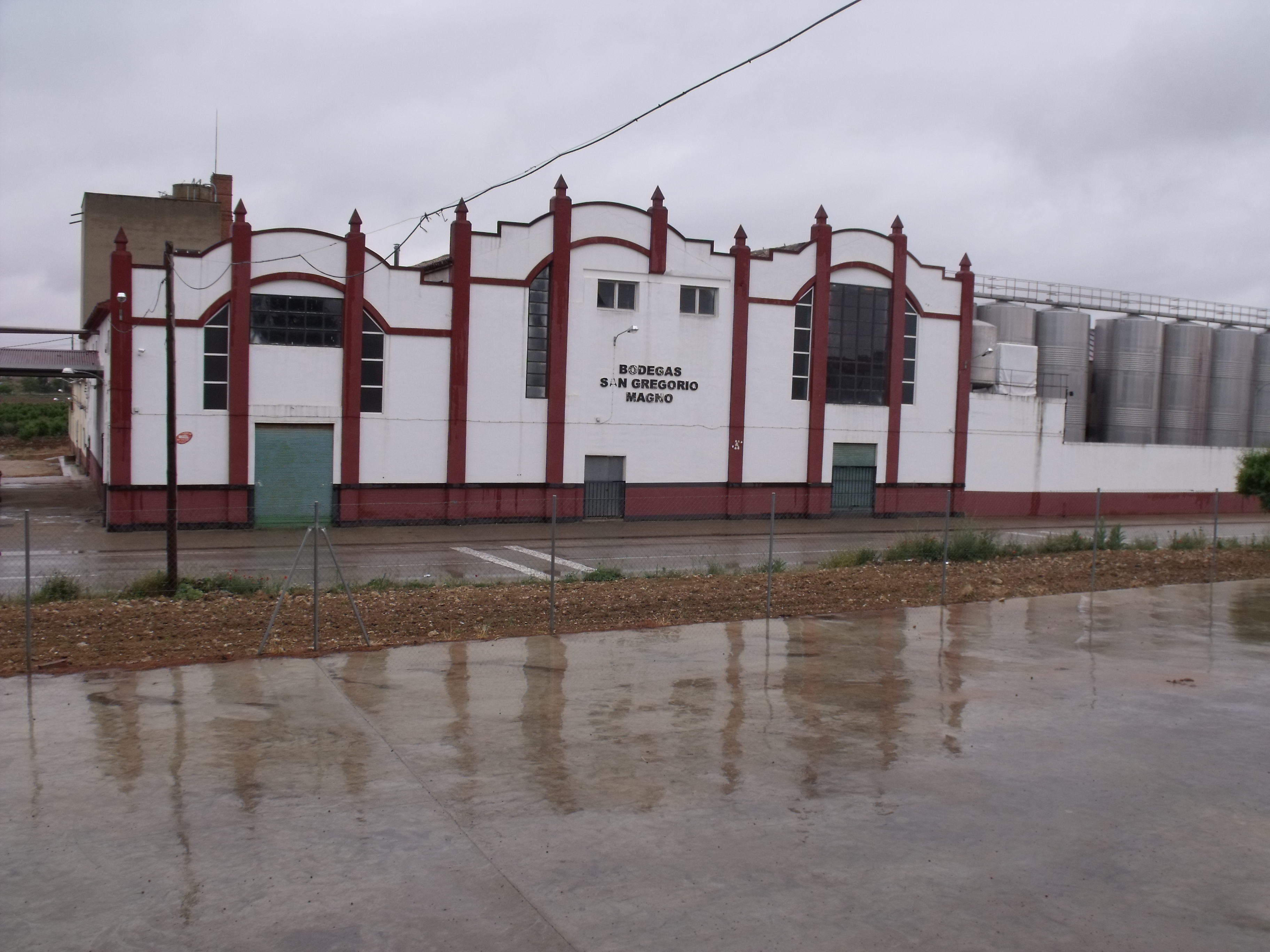
Industria vinícola en Navas de Jorquera

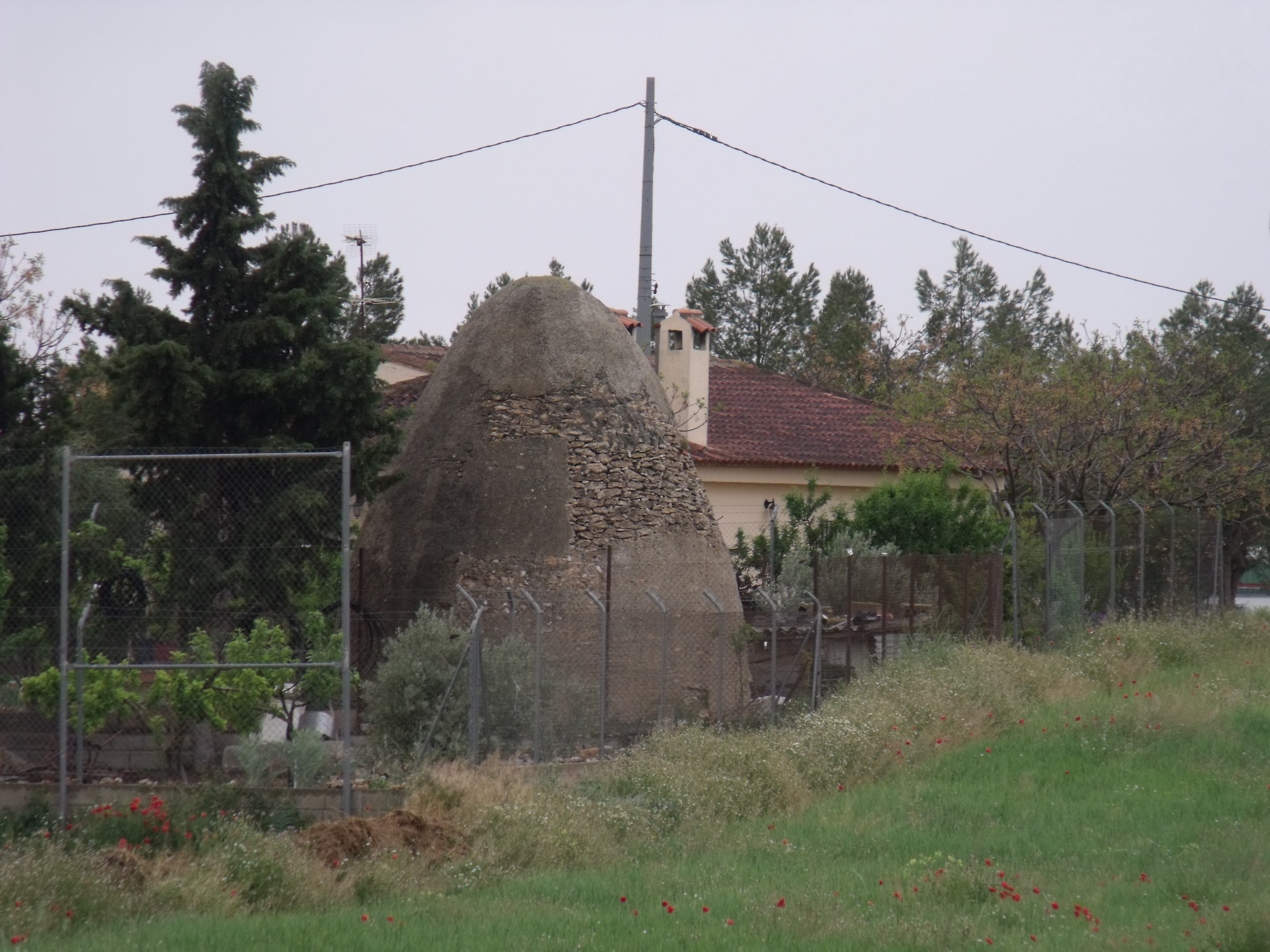
Los cucos son construcciones de uso agrícola tradicionales en la comarca

| Gráfica de evolución demográfica de Navas de Jorquera entre 1842 y 2021                                                                                                |
| |
| Población de derecho según los censos de población del INE Población de hecho según los censos de población del INEEn este censo se denominaba Navas de Jorguera: 1842 |

### Economía
Su economía se basa principalmente en la agricultura de secano (la viña, el olivo y los cereales) en la que prácticamente todo el pueblo participa con alguna o varias parcelas. En los últimos años también se ha introducido una agricultura basada en el cultivo del champiñón y de las setas.
En lo concerniente al sector ganadero, hay que destacar el incipiente interés y cada vez mayor importancia de los habitantes de este municipio por las granjas de cerdos, conejos y pollos y de no tan reciente aparición la cría de ovejas y corderos para carne, encuadrado dentro del tradicional "pastoreo".

## Espiritualidad

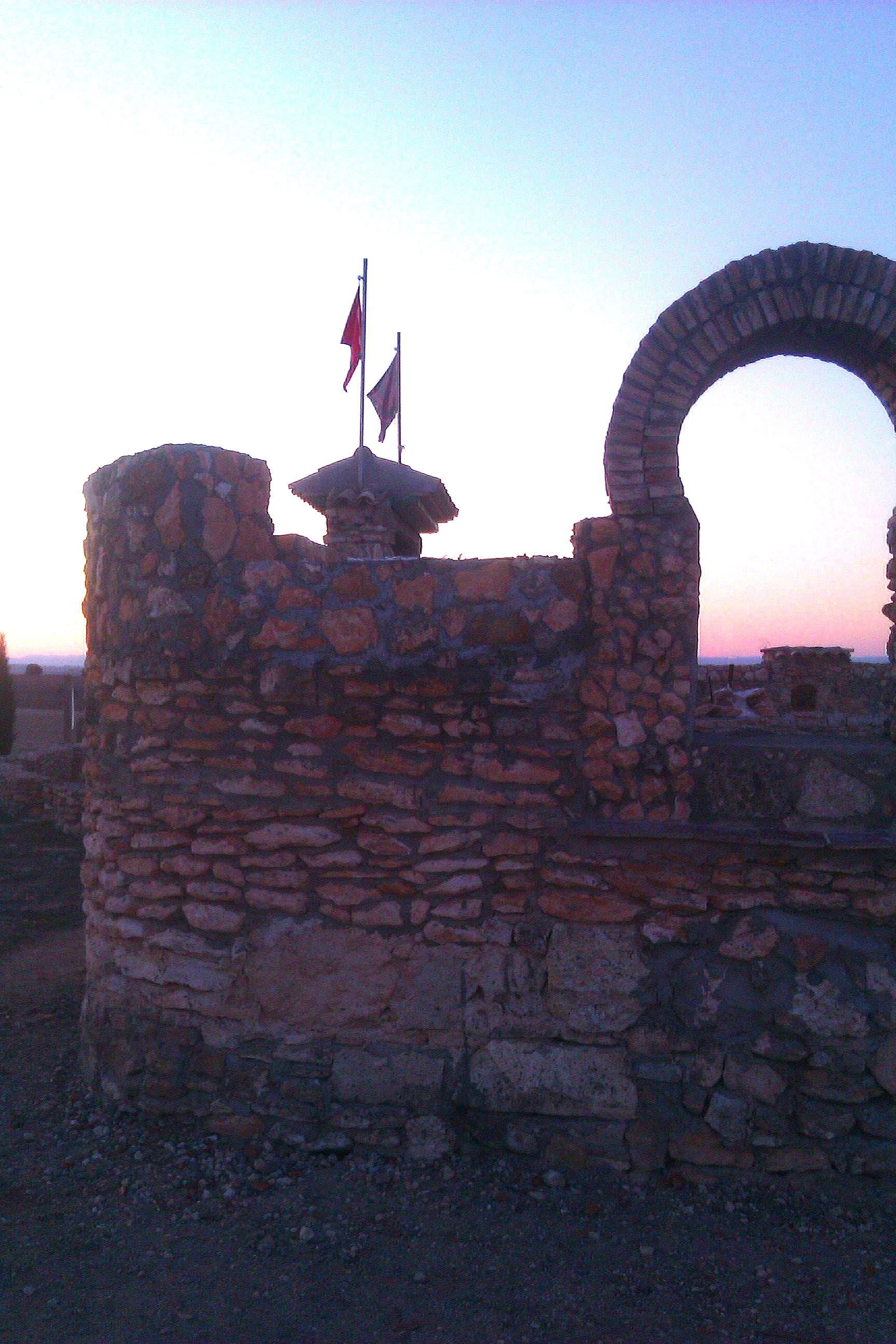
Vista exterior del templo odinista de Navas de Jorquera.

En Navas de Jorquera se encuentra el único templo al aire libre de la Comunidad Odinista de España-Ásatrú (COE), una organización religiosa neopagana. El primer templo construido en honor a Odín en todo el mundo, después de 1000 años.